# 不問自語
《不問自語》（日语：とはずがたり）是日本鎌倉時代的日記紀行文學，作者為後深草院二条。

## 概要
現存五冊，以日記形式描述主角二条14歳至49歳間的境遇，約完結於1313年，被認為是作者自傳，但也有研究主張有若干虛構部份。某些情節與《源氏物語》類似，書中主角奶媽之名「若紫」也疑似受《源氏物語》影響。後來的歷史物語《增鏡》有數段引用《不問自語》的內容。

## 故事大綱
主角是貴族之女，因母親早逝被接進皇宮中撫養，在宮中被稱為「二条」。14歳時二条遭後深草院染指，成為後深草院的寵妾，但她仍跟雪之曙成為情人，生下後深草院的皇子後，又與雪之曙生了一個女兒，皇子不幸夭折，女兒則被送走。二条在宮中歷經愛恨糾葛，最後離開皇宮，出家為尼，雲遊四方。在八幡宮與後深草法皇再會，又去了伊勢。二条到嚴島時，後深草院駕崩。

## 改編作品
- 漫畫
  - 人物日本の女性史16後深草院二条 現世の愛欲あわれ永遠へと願う夢の浮き橋（作畫：宮千惠）
  - 漫畫日本的古典13とはずがたり（作畫：五十嵐優美子）
  - 後宮（作畫：海野綱彌）
  - 古典綺情戀物語（作畫：美櫻芹菜）

- 電影
  - あさき夢みし（導演：實相寺昭雄）